# Cromwell (Iowa)
Cromwell – miasto w Stanach Zjednoczonych, w stanie Iowa, w hrabstwie Union.

## Demografia
Zgodnie ze spisem statystycznym z 2000, miasto liczyło 120 mieszkańców. W 2023 liczba mieszkańców spadła do 103 osób, a gęstość zaludnienia poniżej 148 osób/km².